# Sörbo, Nora
Sörbo är en by i Nora socken, Heby kommun, Uppland.
Sörbo omtalas i dokument första gången 1551 och var då en skatteutjord under Ingbo och kallades då Boda. Då utjorden i början av 1600-talet blir avgärdad från Ingbo kommer den att kallas för Söderbo, dels då den är belägen söder om Ingbo, dels för att skilja den från byn Boda.
På ägorna finns de båda gårdarna Norrgården och Sörstun, den senare även kallad Harbomstorp efter smeden Olof Harbom som flyttade hit i samband med laga skifte 1864.